# Louis-Hector de Callière

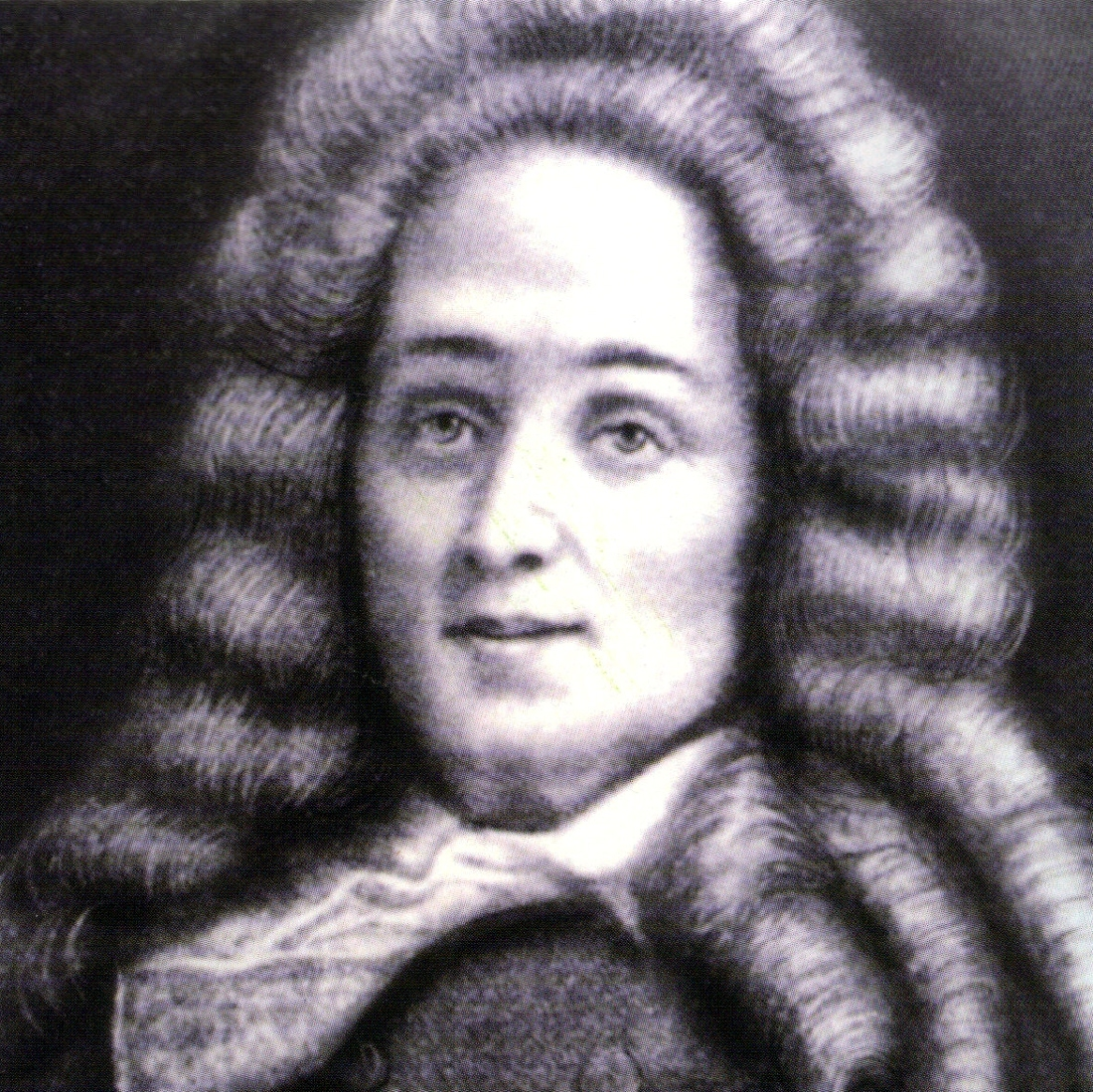
Louis-Hector de Callière

Louis-Hector de Callière (ur. 12 listopada 1648, zm. 26 maja 1703) – francuski żołnierz i administrator, gubernator generalny Nowej Francji.
Do Kanady Callière przybył w 1684 r. i objął funkcję burmistrza Montrealu. W tym czasie kolonia przeżywała krytyczny okres swej historii. Za jego radą król Francji przywrócił na stanowisko gubernatora Frontenaca. Wziął udział w wojnie z koloniami brytyjskimi. Za czasów urzędowania Frontenaca Nowa Francja weszła w okres prosperity. Po jego śmierci w 1698 Callières objął urząd. Największym powodem do chwały nowego gubernatora było zawarcie w 1701 traktatu w Montrealu z Irokezami, który zakończył długą historię wojen pomiędzy kolonią a tym związkiem plemion indiańskich. Za jego czasów powstało miasto Detroit.
W 1694 Callières został kawalerem Orderu św. Ludwika – najwyższego odznaczenia francuskiego.